# 釋廣德
釋廣德法師（越南语：／，國際音標：[tʰǐk̟ kʷâːŋ ɗɨ̌k]；1897年—1963年6月11日），现被越南官方尊称为释广德菩萨（越南语：／），俗名林文息，越南大乘佛教僧人。1963年6月11日，他在西貢的十字路口用汽油引火自焚。他的自焚場面被一名《紐約時報》記者大衛·哈伯斯坦記錄了下來。
釋廣德自焚動機是為了抗議南越政府领袖吳廷琰的迫害佛教徒政策。他自焚的照片在世界上廣泛流傳，並令人再次關注吳氏的領導方針。《紐約時報》記者麥爾肯因這張轟動的照片贏得了普立茲獎，而另一位記者大衛·哈伯斯坦目擊整個過程並因報導越戰而獲得喬治波克獎最佳國際報導。
釋廣德殉教使國際間使吳廷琰改革的壓力增加了不少，而這最終迫使他宣佈一些政策改革以緩和佛教徒的情緒。可是，這個已確立的改革不是進行緩慢便是不了了之，甚至在爭論中令官民關係更加惡化。在抗議示威同時，效忠吳廷瑈（吳廷琰四弟）的陸軍特種部隊於南越全國性地查抄了包括舍利寺的許多寺院，造成寺院嚴重損毀與大量傷亡，更搶走了釋廣德的聖心舍利，導致數名佛教僧人步釋廣德後塵自焚抗議。最終，陸軍的楊文明帶領發動政變，並捕殺吳廷琰。因此，這件自焚事件間接地導致了政權的更替。

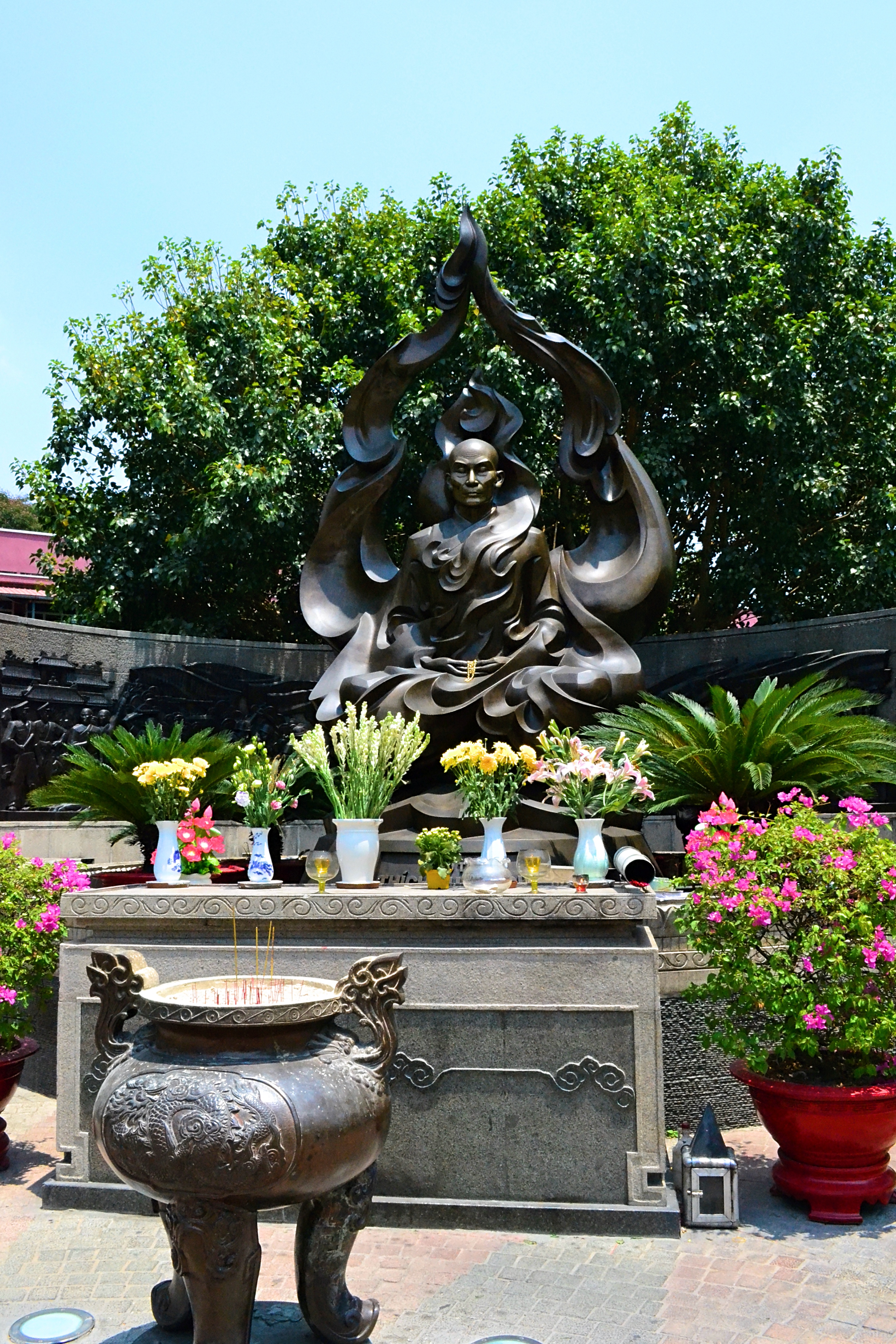
位於胡志明市街道旁的釋廣德菩薩雕像

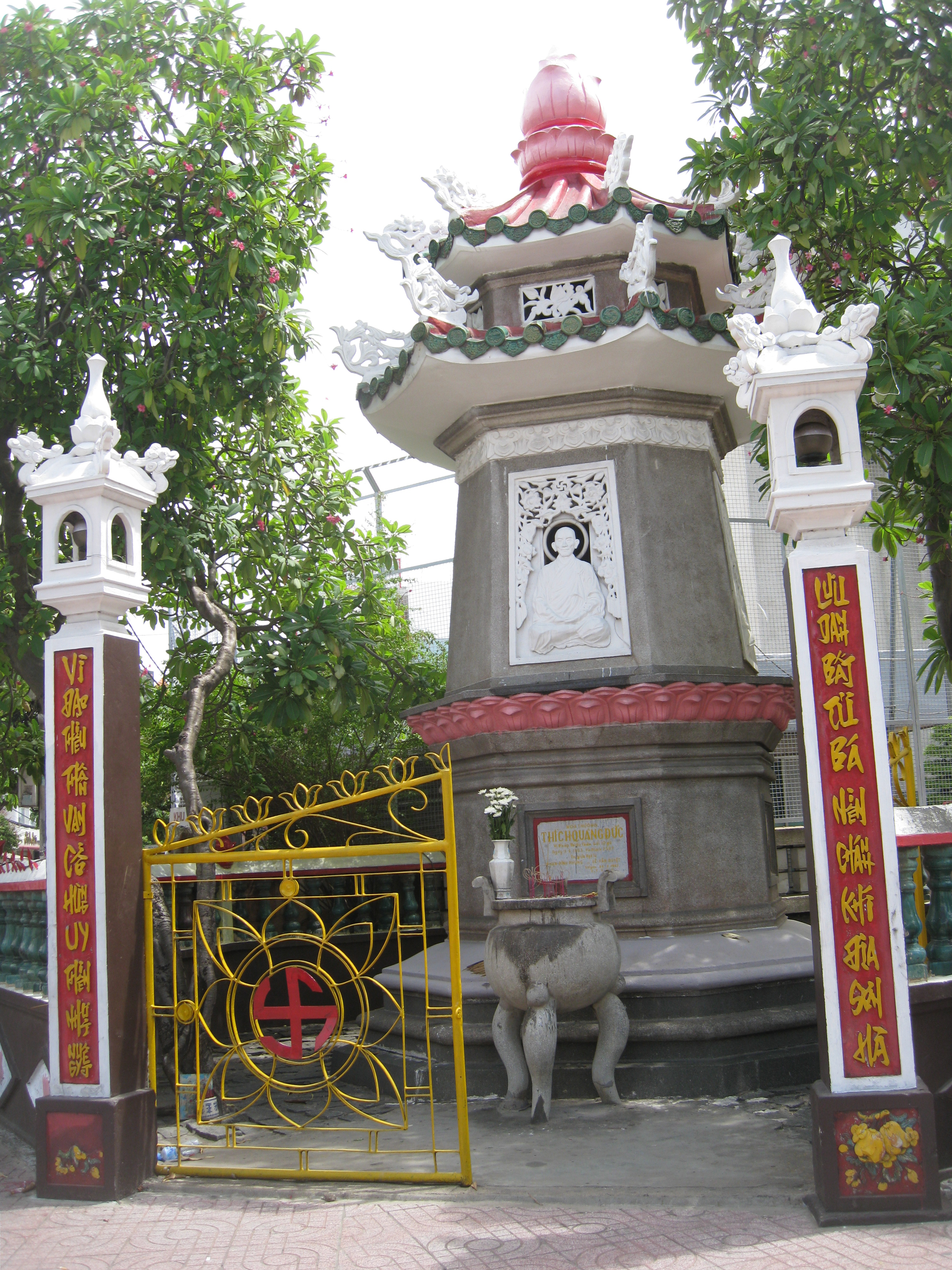
釋廣德纪念塔

## 生平
根据一些佛教組織提供的資料，释广德生於越南中東部慶和省萬寧縣，本名林文息（Lâm Văn Tức）。其父林有应（Lâm Hữu Ứng）和其母阮氏娘（Nguyễn Thị Nương）是当地农民，共育有七子。七歲時他到舅父兼佛學大師釋弘深法师（Hòa thượng Thích Hoằng Thâm）門下研習佛學，远离尘世。日久釋弘深视他为己出並把他改名為阮文洁（Nguyễn Văn Khiết）。15歲時他成为沙彌並在20歲正式受戒，法名釋廣德（Thích Quảng Ðức）。正式出家後他先是在寧和县附近的龙山寺静修三年。之後他在山邊開設了天禄寺修行。
他結束獨自靜修後，開始走遍越南中部去講解佛學。兩年後，他到距離南越海岸城市芽莊不遠的敕赐天安寺（Sac Tu Thien An Pagoda）去避靜。在他被佛教組織派到家鄉慶和省去監察寺廟的修建情況前，他曾在1932年被派到寧和當監察員。在越南中部時，他負責興建了14座新廟。1934年，他改到南部省份傳教。在南部傳教期间，他花了兩年時間在柬埔寨研習傳統上座部佛教的佛經。從柬埔寨學成歸來後，他又監察了建設17座新廟。在他負責興建的31座新廟當中，包括位於西貢市郊的觀世音寺院（Quán Thế Âm），現時該廟座落的街道就以他來命名。在完成寺廟後，釋廣德被任命为越南佛教團體儀式慣例小組（Panel on Ceremonial Rites of the Congregation of Vietnamese Monks）組長，兼任福和寺（Chùa Phước Hòa）的住持，而这里日後成了越南佛學聯盟（Association for Buddhist Studies of Vietnam，簡稱ABSV）的會址。后来佛學聯盟的會址搬到舍利寺時，釋廣德辭了職，專注於個人佛學研究。

## 宗教背景
在越南人口的宗教构成中，佛教徒约占人口的70%到90%。许多历史学家认为，作为一名天主教徒，吳廷琰的政策明显继续偏向在越南占人口少数的天主教徒，而歧视占人口多数的佛教徒。政府被认为在公用设施、军人晋升、土地安置、商业利益和减免税收方面都偏向天主教徒。吴廷琰还曾经对一位高级军官说，要他忘记自己是一名佛教徒，“将天主教徒安置在敏感的职位上，因为他们值得信赖。”许多军官改信天主教，因为他们的前途很大程度上取决于此，如果拒绝皈依天主教，将很难得到提升。此外，甚至在向保卫村庄免受越共游击队攻击的民兵分发轻武器时，发现只有天主教徒村庄得到了武器，而一些天主教神父甚至拥有自己的私人武装部队。在一些地区发生了强迫改宗、抢劫、以及毁坏寺庙的事件。一些佛教徒村庄全体改宗，以便能得到援助，或避免被吴廷琰政府强迫迁居。自法国殖民时代起，只认定佛教为私人团体，需要官方许可才能举行公众活动，只有天主教才具有正式的宗教身份，吴廷琰也没有废止这项政策。天主教会是越南最大的地主，但是天主教会拥有的土地被免于进行土地改革。天主教徒们也在“事实上”被豁免了政府强迫所有公民参加的義務勞動；美援物資被政府不成比例地分配给天主教徒占多数的村庄。在吴廷琰统治下，天主教会享受免除财产所得税的特权，在1959年，吴廷琰将越南奉献给圣母玛利亚。

國際佛教旗

佛教徒們的不滿情緒在政府禁止他們在佛誕當天懸掛佛教旗後爆發出來：在農曆四月七日，天主教徒們被允許在吳氏長兄順化大主教吳廷俶的一個慶典中懸掛梵蒂岡國旗。因此在佛誕當天，一大群佛教徒上街抗議，公然反抗政府的政策，並利用公共廣播站呼籲人們上街。南越政府軍於是向示威群眾開火，射殺了九名示威者。但吳氏拒絕承擔責任──他把責任歸咎於越共煽动。佛教徒上街抗議要求宗教平等的情緒日益高漲。由於吳氏仍對宗教平等表示抗拒，所以使示威的次數增加、規模也擴大。

## 自焚事件
6月10日，一個佛教組織的發言人悄悄地告訴美國特派員，說翌日早上會有一件「很重要的事」發生在柬埔寨王國駐西貢大使館門口對面的馬路。很多記者并沒有理會這信息，因自危機開始以來，他們已忙個不停，加上他們每天都會接到很多性質相似的事件。到第二天，只有包括《紐約時報》的大衛·哈伯斯坦和美聯社西貢支部的主任馬爾科姆·布朗在內的少数記者决定到現場採訪。
當釋廣德乘坐的奥斯汀威斯敏斯特轎車到達時，附近的寺院已有大約350名僧人排好了隊，準備參與示威。他們由釋廣德乘坐的轎車帶領，高舉用英語和越南語兩種語言寫的示威橫額。他們指責南越政府总统吳廷琰的迫害佛教徒政策，並要求他履行宗教平等的諾言。有另一個和尚想代替釋廣德去自焚，但被他拒絕了，因為他說自己的年資較老。

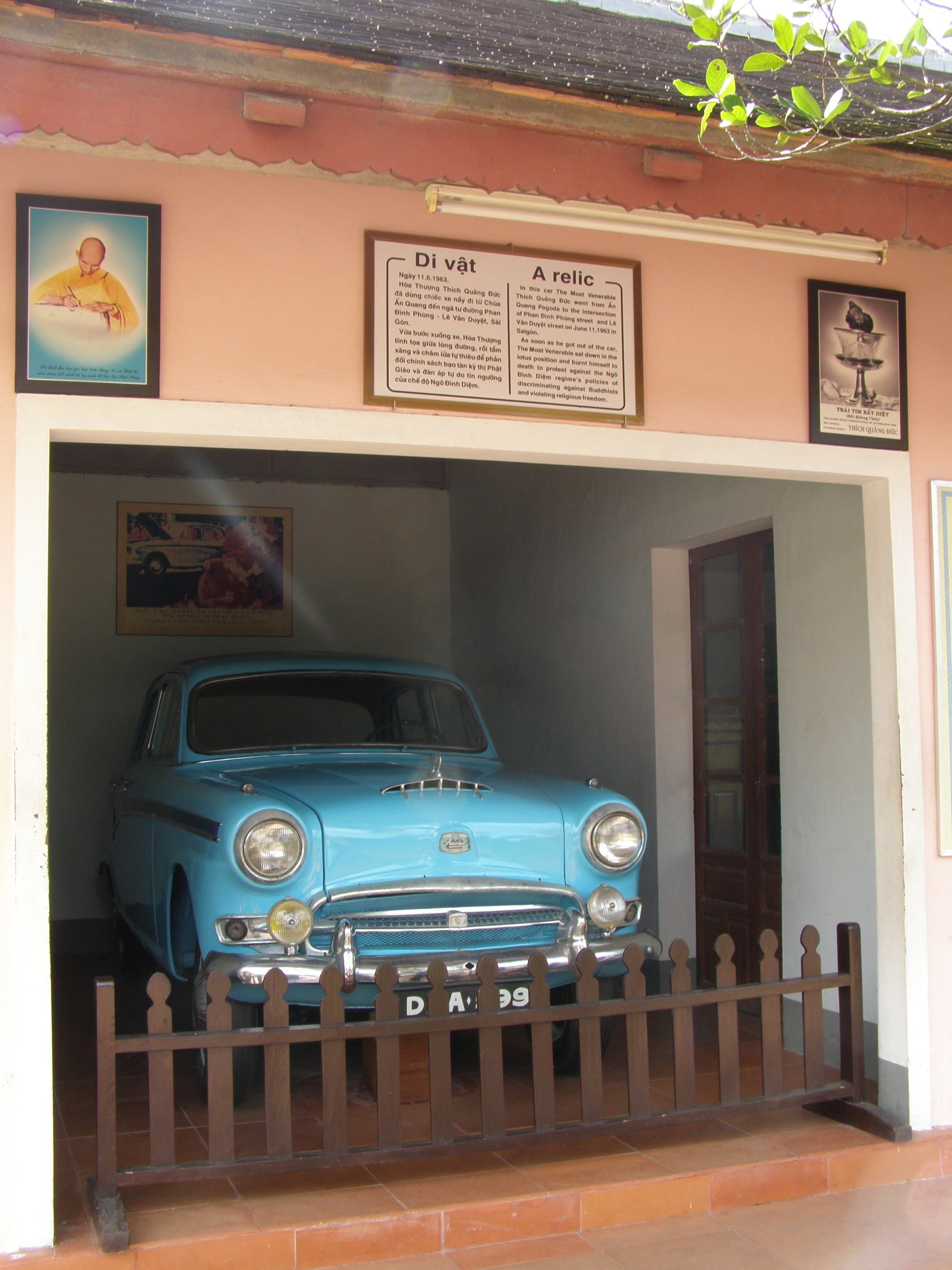
當年釋廣德前往自焚時所乘坐的奧斯汀汽車今日停泊於順化市的天姥寺（Chùa Thiên Mụ）內。

自焚事件發生在潘廷逢大道和黎文悅道十字路口交界的柬埔寨大使館門前。釋廣德和兩個和尚一同步出轎車。之後，他們一個在路中央放置坐墊，另一個拿出五加侖汽油。在示威的僧人圍繞著他排成一圈後，釋廣德以傳統佛教盤腿打坐方式坐在坐墊上。当他的助手把汽油淋在他身上時，他一直在旋轉著念珠並當眾吟誦南無阿彌陀佛（Nam Mô A Di Đà Phật），然後點火。火焰燒著了他的袈裟和身体，並冒出黑煙。
釋廣德死前留下了遺言，內容如下：
|  | 在我閉上雙眼去見佛祖之前，我懇求總統吳先生能以一顆同情心去對待人民，並履行許下的宗教平等諾言，以長久地保持國力。我已經呼籲各宗教人士及廣大佛教徒，在必要時為保護佛教而犧牲。 |

親眼目睹他自焚的大衛寫道：
|  | 我會再看多一次該場景，但一次就够了。一个活人的身体中喷射着火焰，他的皮肤慢慢开始发泡并且起皱，他的头被烧黑并慢慢炭化。空气中弥漫着人肉燃烧的气味；我从未想过人的身体是如此易燃。在我的身后，我听到越南民众开始聚集起来并且小声地哭泣。我本人被震惊到连哭都哭不出来，头脑中一片混乱到连采访和用笔记录都做不到，连脑子都已经无法思考了……在他燃烧的过程中，他没有抽动过一块肌肉，没有发出一点喊叫，他本人出奇地镇静，和他周围哀号的民众形成了鲜明的对比。 |

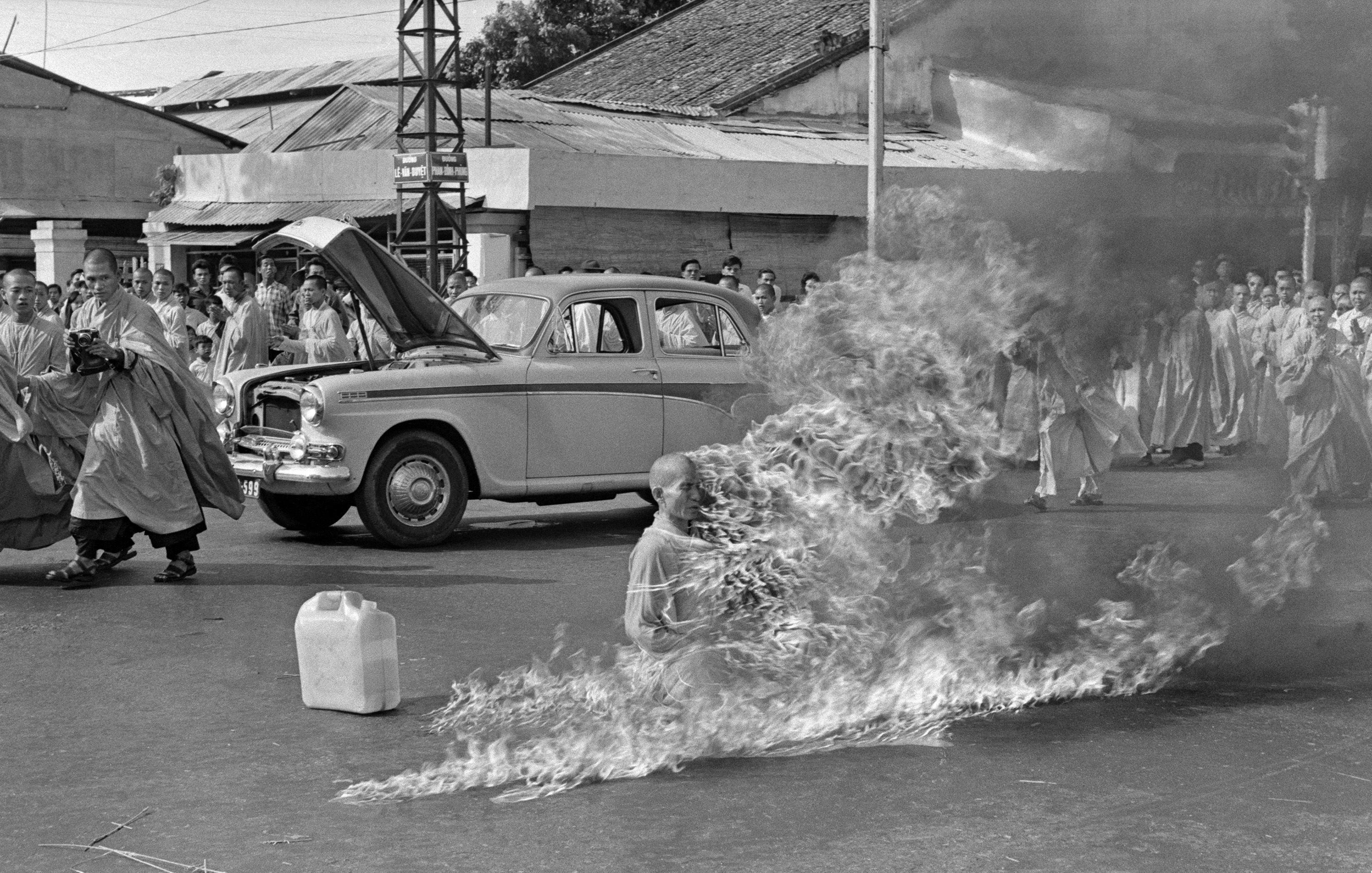
釋廣德在西貢市區自焚，以抗議總統吳廷琰的反佛政策。記者馬爾科姆·布朗（Malcolm Browne）憑這相片獲得了1963年的世界新聞攝影比賽冠軍。

警察們想接近自焚中的他，但卻無法衝破和尚們圍成的圈。一個警員出於對他的敬畏，竟拜倒在他身前。目擊者們大多都被嚇得目瞪口呆而默不作聲，也有小部分民眾在啕哭和祈禱。很多僧侶，甚至一些被嚇呆了的路人，也同樣拜倒在燃燒中的釋廣德身前。之後，有一個僧人拿著麥克風用英語和越南語大聲說：「一名僧人自焚而死了！一名僧人成了殉教者！」
大約十分鐘後，已經燒得焦黑的釋廣德遺体倒在了街上，火熄灭了。一班和尚用黃色的罩袍蓋住了冒煙的屍体，然後嘗試把他放進棺木中，但其四肢不能屈曲，所以在把遺体運送回西貢市中心的舍利寺時，他的一隻手顯露在棺材外。在寺院外面，學生們展示著用兩種語言寫的橫額：「一名僧人為了我們的五個訴求而死了！（A Buddhist priest burns himself for our five requests!）」當地時間大約13:30，約1000名僧人在舍利寺內集會，寺外則有學生圍成人牆以防有警察前來。會議不久後完結，約百名僧侣緩慢地開場，但更多的是千名僧人陪同民眾前往火葬現場。警員們在場徘徊。大約18:00，有30名比丘尼和6名和尚因在舍利寺外进行祈禱而被警方拘留。警員們然後包圍了寺院，封鎖了出入口，並向群眾表示：「由於行動升級，武力包圍將無可避免。」在當天日落時，甚至有西貢市民說看見佛祖的臉出現在天上，並不停地哭泣。

## 喪禮和餘波
在自焚事件後，美國方面強迫吳氏重開談判的壓力大了許多。吳氏本來在6月11日11:30安排了一次緊急內閣會議以討論危機，後來因自焚事件而改為跟部長們單獨會面。當時美方代理駐越大使威廉·杜哈特向吳氏的祕書長阮廷顺重申，美方覺得由於關係「已接破裂」，所以極度渴望與吳氏舉行會談，並希望他能達成佛教徒們的五個要求。當時的美國國務卿迪安·臘斯克更告訴美國駐西貢大使館人員，若吳氏不能達成佛教徒們的五個要求，將斷絕和其夥伴關係。向佛教徒們表示達成要求的聯合公報於6月16日簽署。
釋廣德的喪禮原定於15日舉行，但卻臨時延期，以致在舍利寺外4000名民眾白白等候。19日喪禮正式舉行，他的遺体被運送到距離寺院16公里的墳場火化和安葬。隨後在400個和尚的見證下，向佛教徒們表示達成要求的聯合公報正式生效。

## 完好無缺的心臟及其象徵
在重新火化後，釋廣德的心臟雖然縮小了，但卻保持完好無缺，被看作是佛祖對他的同情，至今仍被放在寺內的一個聖杯上，所以越南佛教徒尊稱他為菩薩，全名為「廣德菩薩」（越南语：／）。
釋廣德的喪禮並不代表事件的完結。在8月21日，隸屬吳廷瑈的陸軍特種部隊全國性地查抄了包括舍利寺的許多寺院。秘密警察們企圖搶走他的骨灰，幸好兩個機智的僧人抱著他的骨灰跳過籬笆到對面的美國使節駐所逃跑了，但他們仍搶走了聖心。
對於释广德為何選高棉大使館前作自焚地點，威廉和他的同事查理斯·弗洛厄里（Charles Flowerree）均猜測，他此舉是為了顯示佛教徒和高棉国王西哈努克的良好關係。南越政府和高棉關係長期不和，例如在5月22日的一次演說中，高棉西哈努克親王公開指責吳氏的迫害越南佛教徒和少數民族高棉人佛教徒政策。《越南時報》則在6月9日發表了一篇文章，聲稱高棉佛教徒鼓勵人民暴動，而這是高棉政府擴展他們中立外交政策陰謀的一部分，以示反駁。查理斯注意到，吳氏已經準備好和渴望高棉方面插手，因為這樣他們便有藉口抨擊他們。

## 總統吳廷琰的反應

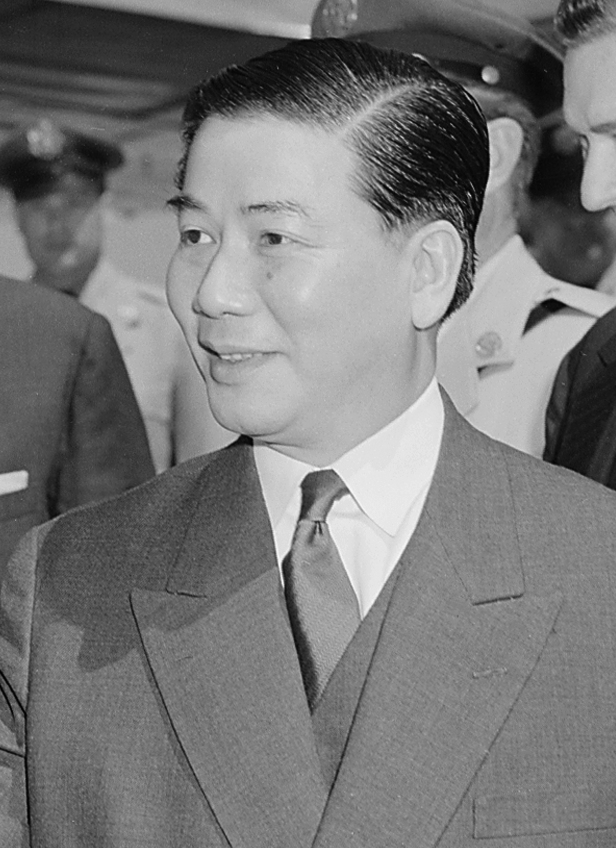
總統吳廷琰

吳廷琰於當天19:00發表了一次广播演講，表示他已被事件深深地困擾。他在愛國心的驅使下平靜地演說，拖延了多時的談判會很快重新開始。他又重申，協商的進度理想，並強調會將天主教人格主义的哲理放在自己心目中重要的地位，以其意義去待人處事。他聲稱，這次事件是由極少數的極端主義者歪曲事實而引起的。佛教徒可依靠憲法或吳廷琰本人，受到保護，也可以享受到應有的權利。
陸軍方面對總統的呼籲作出了回應，表明會和總統合作去孤立異議分子。由上將黎文巳帶領的30名高級官員更簽署了聲明，宣佈會無條件服從總統委託的命令，以保衛共和國及憲法。但其實，這聲明只是他們陰謀發動政變推翻吳廷琰的榥子罷了。之後，此聲明的部分簽署者被牽涉進11月吳氏之死之中。其後政變的策劃人，当时分別任職總統軍事顧問和陸軍長官的上將楊文明和陳文敦則因為身處海外而沒有簽署。
作为當時实际上的南越第一夫人、廷琰之弟吳廷瑈的夫人陳麗春在被問及對此事的見解時曾說她要为「看到一齣和尚肉燒烤的好戲而拍手叫好」（clap hands at seeing another monk barbecue show）。之後在西方社會裡，她獲得了一個「惡龍夫人」的稱號，甚至激怒了同样笃信天主教的美国总统肯尼迪。在六月下旬，吳氏政府指責釋廣德的死因是在自焚前吸毒，而並非被火燒死。他們又控告大衛，指他收買釋廣德去自焚，當然最後沒有成功。

## 政治和媒體方面影響
由大衛拍攝的自焚圖片迅速傳到了各個新聞通訊社，並刊登在世界各地報刊的頭版。這次自焚事件後來被人看作是佛教危機的轉捩點，也是吳氏政權垮台的起點。雖然垮台的跡象早已出現，但自焚事件大大加速了這一進程。歷史學家塞斯·雅各布斯（Seth Jacobs）表示：，“美國不會再對吳氏政權抱有任何希望，因為當自焚相片進入人們心中之後，已經無事物可以挽回其聲名。”美國歷史學家艾倫·哈默亦說，此事令西方人對亞洲，尤其是南越有了很大的壞印象，因為那兒竟有人可以迫害佛教徒到這個令人討厭的地步。而美國大使館館員約翰·梅克林也表示，這事件對佛教徒造成無法估計的影響、成了人家對南越的第一個印象。美國中央情報局遠東處處長威廉·科比亦說「吳氏沒有好好地處理這次危機，任由其惡化。但我認為，在那名僧人自焚之後，吳氏政權便再也無計可施了。」

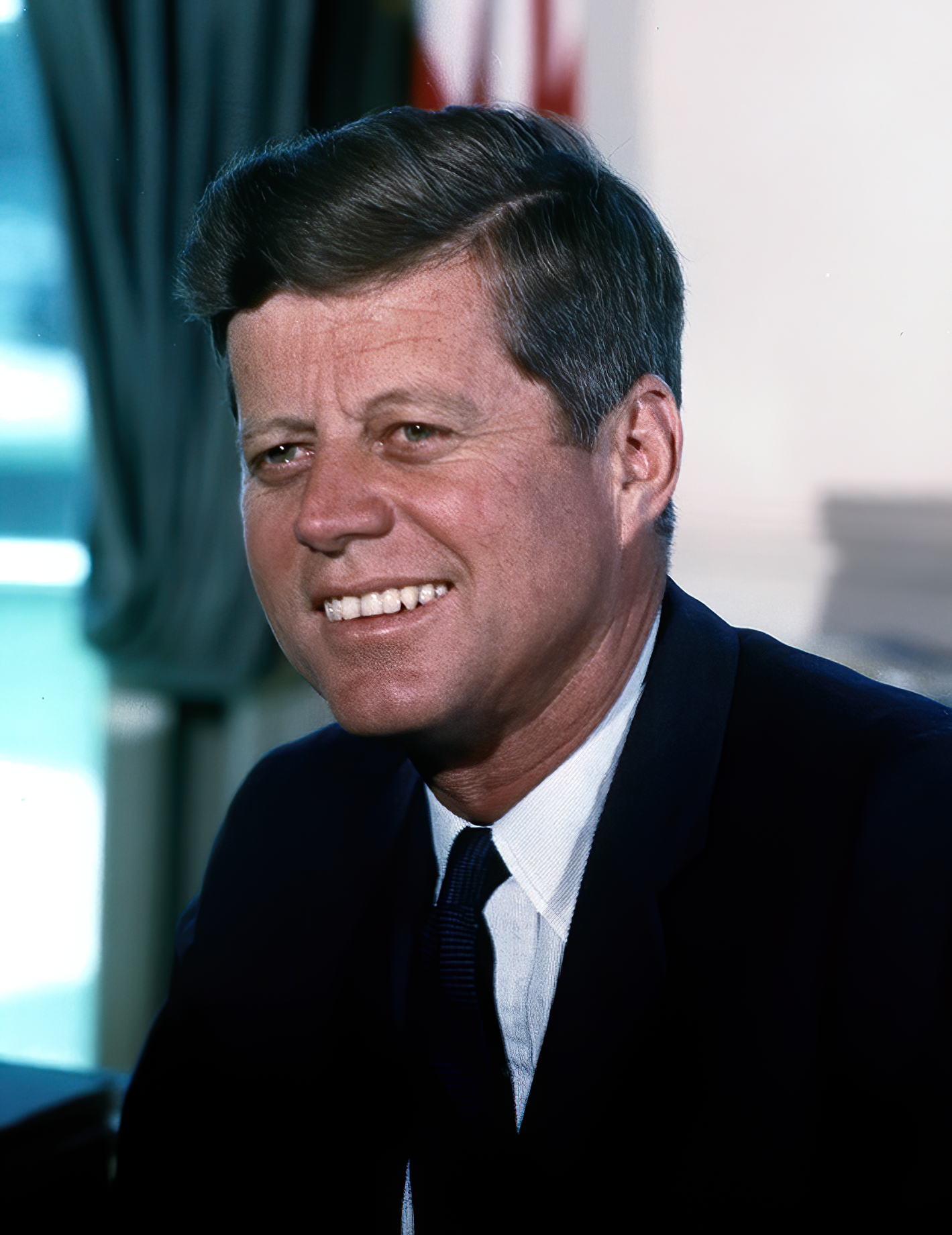
美國總統約翰·甘迺迪表示，除了此相片外，沒有另外一幅相片可以令全世界如此激動。

一直支持吳氏政權的美國總統約翰·甘迺迪，在釋廣德自焚當天早上（因為兩地有大約12小時的時差）得知事件。當時，他正和弟弟美國司法部長羅伯特·弗朗西斯·甘迺迪通電話討論阿拉巴馬州的種族隔離事件。當他接過早報並看到報導後，他嚇了一跳，然後大叫：「耶穌基督！」他後來表示，「除了此相片外，沒有另外一幅相片可以令全世界如此激動！」當時的美國參議員、參議院外交事務委員會成員弗蘭克·丘奇說，在一千多年前基督徒被羅馬帝國迫害而壯烈犧牲後，從沒見過這麼嚴重的殉教事件。
在歐洲，這圖片被作成明信片在街上出售；中华人民共和国則表示这就是「帝國主義」的“證據”了。其中一幅由布朗拍攝的圖片黏在釋廣德前往自焚地點用的轎車上。每當胡志明市舉行活動紀念事件時，此地就成了旅遊景點。
由於該圖片的關係，白朗所屬的美聯社在市場上取得巨大成功。而競爭者合眾國際社的記者雷·赫恩登（Ray Herndon），則因在該天忘記帶攝影機而被僱主狠罵。粗略估計，當時只有大約150-200萬人口的澳大利亞新南威爾斯州悉尼市有5000名讀者改閱美聯社。而吳氏政權的英語喉舌《越南時報》，不但增加了抨擊美國記者和佛教徒的評論，也以大字標題「舍利寺委員會企圖製造新的威脅」和「和尚們策劃謀殺」來報導事件。其中一個標題質疑美國記者和佛教徒之間的關係，提出問題：「為何經常有大批少女進出舍利寺？」，並自問自答道：「我們懷疑她們旨在為美國記者提供性服務，令他們偏袒佛教徒。」
白朗那獲獎的圖片在後來的10年被媒體不斷地重複展示，其中包括專輯《讨伐体制》和連續劇集《南方公園》的第408集《改旗易幟》。

## 先例和影響
不管西方社會對此有多大的震驚，越南其實已經不止一次發生自焚事件了。例如越南對自焚事件的記錄己有一個多世紀了，其原因多是因為尊敬釋迦牟尼。在釋廣德自焚前最近的一次自焚事件於1950年發生於北越。法國殖民政府自19世紀佔領越南起嘗試減少其發生的次數，但不是很成功。他們在1920年代於順化曾經成功將一個和尚從燃燒中的火焰拉出來，而他卻改用絕食的方法自殺。所以在1920年代至1930年代，西貢市的報章均以無關痛癢的態度去報導大量自殺事件。直到1963年10月底佛教徒抗議升級為止，共有另外5個和尚自焚而死。在11月1日，越南共和國陸軍發動了政變，推翻了吳廷琰政權，並在第二天殺了他。但自此之後，僧人仍藉不同的理由去自焚，
住在西貢的美國人認為這起自焚事件是离奇的，並開玩笑說釋廣德是「和尚著火」和「十字和尚」，但其實這只是掩飾混亂時勢的一種方法。有一次，一個美國大使館員工的兒子利用釋廣德同樣的手法自焚。儘管火很快就被撲滅，但他已經被嚴重燒傷，並說道：「我只是想嘗嘗自焚的滋味罷了！」諷刺的是，以釋廣德同樣的手法自焚的事件也兩度在美國重演：一個31歲貴格會的和平主義者莫里臣在1965年11月2日於美國國防部辦公地五角大樓、國防部長羅伯特·S·麥克納馬拉辦公室樓下自焚而死，以抗議政府的越南戰爭政策；而在同年，一個82歲老婦愛麗絲也因為同樣的原因在密歇根州底特律自焚而死。